# ジョン・パーシヴァル (第4代エグモント伯爵)
第4代エグモント伯爵ジョン・パーシヴァル（英語: John Perceval, 4th Earl of Egmont、1767年8月13日 – 1835年12月31日）は、イギリスの貴族、政治家。カトリック解放と第1回選挙法改正を支持した。

## 生涯
第3代エグモント伯爵ジョン・ジェームズ・パーシヴァルと妻イザベラ（Isabella、旧姓ポーレット（Powlett）、1737年ごろ – 1821年9月8日、ナッソー・ポーレット卿の娘）の息子として、1767年8月13日にハイ・ハウスで生まれ、ウェスト・サーロックで洗礼を受けた。
1790年イギリス総選挙で父の後援を受けてブリッジウォーター選挙区から出馬したが、87票（得票数3位）しか得られず、第4代ポーレット伯爵ジョン・ポーレットの推す候補に大差で敗れた。
1822年2月25日に父が死去すると、エグモント伯爵位を継承した。貴族院で1829年ローマ・カトリック信徒救済法（カトリック解放）と1832年改革法（第1回選挙法改正）に賛成票を投じ、第2代グレイ伯爵チャールズ・グレイ率いる内閣を支持した。
1835年12月31日にエプソムで死去、1836年1月8日にチャールトンで埋葬された。息子ヘンリー・フレデリック・ジョン・ジェームズが爵位を継承した。

## 家族
1792年3月10日、ブリジット・ウィン（Bridget Wynn、1826年1月24日没、グリン・ウィンの娘）と結婚、1男をもうけた。
- ヘンリー・フレデリック・ジョン・ジェームズ（1796年1月3日 – 1841年12月23日） - 第5代エグモント伯爵